# Petrara
Petrara (in croato: Vrnik) è un isolotto della Dalmazia meridionale, in Croazia, che fa parte dell'arcipelago di Curzola (Korčulansko otočje).
Petrara è l'unico isolotto abitato dell'arcipelago, l'omonimo villaggio si trova a nord dell'isola. Amministrativamente appartiene al comune della città di Curzola, nella regione raguseo-narentana.

## Geografia
Petrara si trova a nord del porto di Lombarda, sul lato orientale dell'isola di Curzola e chiude a nord-est l'insenatura di Porto Bufalo  (uvala Račište); assieme a Badia e a Plagna racchiude il tratto di mare chiamato Porto Badia (kanal Ježevica) situato tra le città di Curzola e Lombarda, mentre a est è bagnata dalle acque del canale di Sabbioncello. La superficie di Petrara è di 2,82 km², lo sviluppo costiero di 2,3 km e l'altezza di 45,9 m

### Isole adiacenti
- Camegnago[4], Carmignago[13], Carmignac[7], Carmignach[8] o Kamegnak[9] (Kamenjak), isolotto con un'area di 0,021 km²[1] e la costa lunga 0,55 m[1], situato a nord-ovest di Petrara nel tratto di mare di Porto Badia 42°56′30″N 17°09′48″E.
- Plagna (Planjak), a nord.
- scoglietto Crastarich[7] o secca Krastavizza[9] (greben Krastavica), tra Plagna e Petrara 42°56′22″N 17°10′18″E.
- Gubavaz (Gubavac), a sud-est.

## Storia
Su Petrara ci sono antiche cave di pietra curzolana di epoca romana, ormai abbandonate. Petrara è stata una delle principali fonti di calcare durante il periodo veneziano. I marmi della cattedrale di Sebenico, del palazzo di Diocleziano e di molti palazzi di Ragusa (Dubrovnik) provenivano per la maggior parte da qui. Altre cave erano situate anche sull'isolotto di Camegnago e a Santa Barbara.

### Cartografia
- (HR) Mappa topografica della Croazia 1:25000, su preglednik.arkod.hr. URL consultato il 16 febbraio 2017.
- Carta di cabottaggio del mare Adriatico, foglio XI, Milano, Istituto geografico militare, 1822-1824. URL consultato il 16 febbraio 2017 (archiviato dall'url originale il 17 dicembre 2021).
- G. Giani, Carta prospettiva delle Comuni censuarie della Dalmazia, foglio 11, 1839. Fondo Miscellanea cartografica catastale, Archivio di Stato di Trieste.